# Diecezja Teggiano-Policastro
Diecezja Teggiano-Policastro, łac. Dioecesis Dianensis-Policastrensis – diecezja Kościoła rzymskokatolickiego we Włoszech, w metropolii Salerno-Campagna-Acerno, w regionie kościelnym Kampania.
Została erygowana w 1850.